# A1 Makedonija
A1 Makedonija DOOEL Skopje – północnomacedoński dostawca usług telekomunikacyjnych z siedzibą w Skopju. Stanowi część grupy A1 Telekom Austria.
Przedsiębiorstwo powstało w 2015 roku w wyniku połączenia One i Vip (pierwotnie pod nazwą one.Vip).